# Eric Stehfest

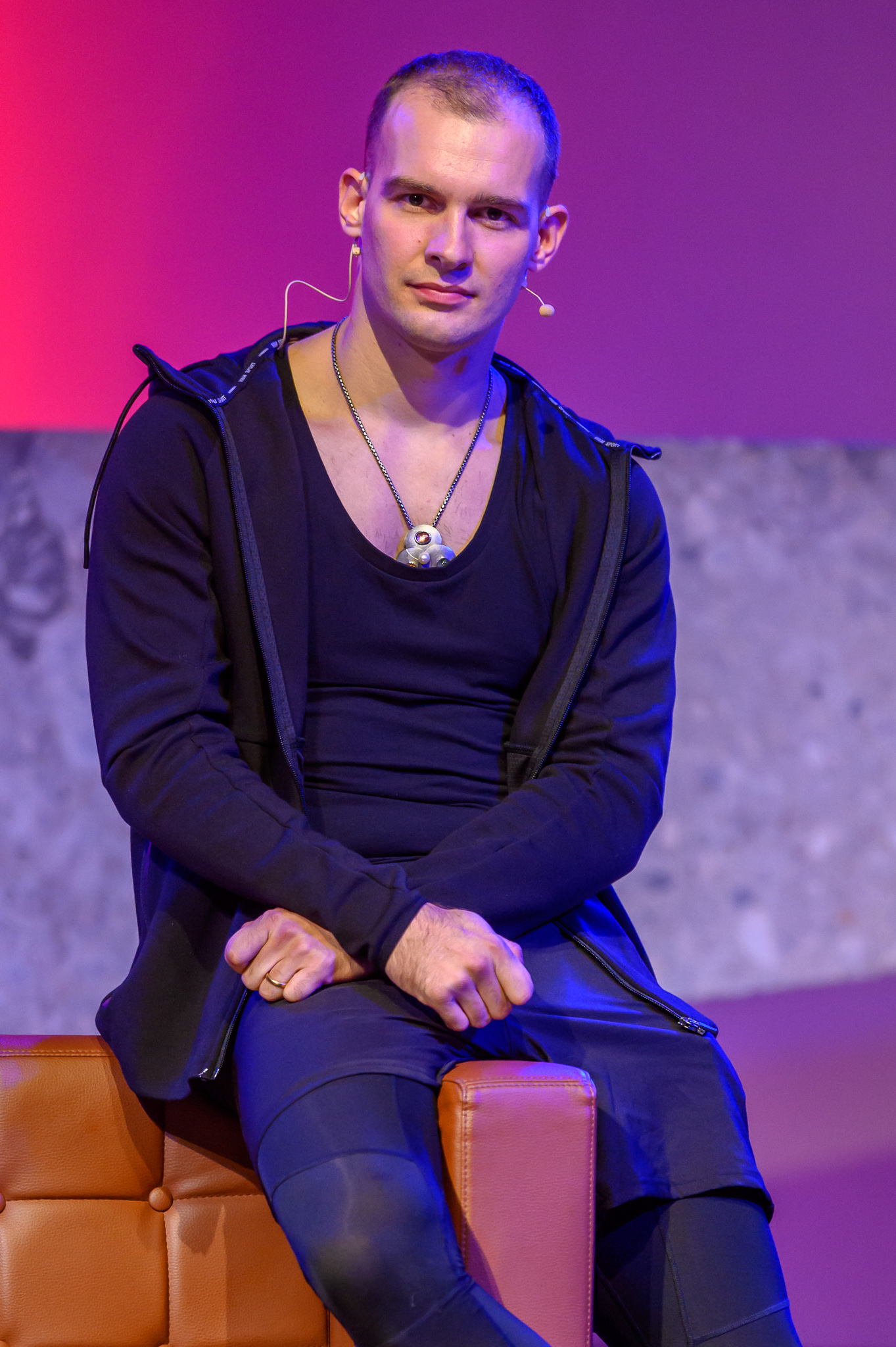
Eric Stehfest (2019)

Eric Stehfest (* 6. Juni 1989 in Dresden) ist ein deutscher Schauspieler und Autor.

## Leben
Von 2009 bis 2013 absolvierte Stehfest ein Schauspielstudium an der Hochschule für Musik und Theater „Felix Mendelssohn Bartholdy“ Leipzig. Im Zusammenhang mit seiner Schauspielausbildung war er am Maxim-Gorki-Theater in Berlin tätig.
Vom 10. September bis 4. Dezember 2013 war er in der RTL-Seifenoper Unter uns in einer Nebenrolle als Yannick Benhöfer zu sehen. Von 2014 bis 2019 gehörte er als Chris Lehmann in der RTL-Seifenoper Gute Zeiten, schlechte Zeiten zur Stammbesetzung.
Im Mai 2016 belegte er in der RTL-Tanzshow Let’s Dance mit Tanzpartnerin Oana Nechiti den vierten Platz. Im selben Jahr führte er Regie in dem Tanzfilm Trieb – Tanzen heißt Leben, in dem er die Hauptrolle des Johanns spielt und Nechiti die Rolle seiner großen Liebe Christin verkörpert. Im Frühjahr 2017 veröffentlichte Stehfest mit 9 Tage wach ein Buch, das sich mit seiner zehn Jahre dauernden Crystal-Meth-Sucht auseinandersetzt.

„Der Junkie per se ist gewollt vom System und der Politik. Die Kriminellen sind gewollt, Gewalt ist gewollt. Dadurch bleibt ihr Konsumenten und die Großen verdienen die Kohle. Nach diesem Verständnis würde ich doch sofort aufhören.“

Ab November 2019 nahm Stehfest als Kandidat an der zweiten Staffel von Dancing on Ice teil, die er mit seiner Partnerin Amani Fancy gewann. Im Finale gab er an, sich fortan als Eric Stehfest aus der Öffentlichkeit zurückziehen zu wollen.
Im März 2020 wurde auf ProSieben die Verfilmung seines Buches 9 Tage wach gezeigt, in der er von Jannik Schümann dargestellt wird. Am selben Tag feierte eine Dokumentation über Crystal Meth in Deutschland Premiere, in der Stehfest sich mit der aktuellen Crystal-Meth-Szene auseinandersetzt. Anfang 2022 nahm Stehfest an der 15. Staffel des RTL-Formats Ich bin ein Star – Holt mich hier raus! teil und belegte dort den zweiten Platz.
Ein zweites Wiedersehen, im Kruger-Nationalpark, gab es für Eric Stehfest im Mai 2024, mit der Teilnahme an: Ich bin ein Star – Showdown der Dschungel-Legenden.
Unter 13 Kandidaten vergangener Staffeln, belegte Stehfest den achten Platz. Die Sendung wurde ab dem 16. August 2024 auf RTL ausgestrahlt.
Seit Januar 2024 betreibt er mit seiner Frau Edith Stehfest das Musikprojekt ISO 3000. Durch Kooperationen mit den ostdeutschen Hardtechno-Acts Komascasper und Crotekk erreichte ISO 3000 regionale Bekanntheit.

### Privates
Stehfest heiratete im November 2015 die Sängerin und Schauspielerin Edith Rücker, die 2019 unter dem Künstlernamen Lotta Laut ihr Debüt-Album Exit veröffentlicht hat. Im April 2016 wurden sie Eltern eines Sohnes, im Januar 2021 wurde die gemeinsame Tochter geboren.

## Theater
- 2003: Herzsprung, Spielbühne Freital
- 2005: Das Spiel von Liebe und Zufall, Spielbühne Freital
- 2007: Hass im Herzen, Spielbühne Freital
- 2012: Die Sonnenallee, Grassi Museum Leipzig
- 2013: Die Idioten, Maxim-Gorki-Theater Berlin
- 2013: Die Räuber, Maxim-Gorki-Theater Berlin
- 2014: HeimWEH, Schlosstheater Celle

## Filmografie
- 2013: Unter uns (RTL) (Fernsehserie)
- 2014–2019: Gute Zeiten, schlechte Zeiten (RTL) (Fernsehserie)
- 2015: Weissensee (Das Erste) (Fernsehserie)
- 2016: Trieb – Tanzen heißt Leben
- 2018: SOKO München (ZDF) (Fernsehserie, Folge: So wie du bist)
- Seit 2018: Julia Durant ermittelt (Sat.1) (Fernsehreihe)
  - 2018: Jung, blond, tot
  - 2019: Kaltes Blut
  - 2019: Mörderische Tage
- 2019: Notruf Hafenkante (ZDF) (Fernsehserie, Folge: Alleycat)[12]
- 2020: 9 Tage wach (Fernsehfilm)
- 2020: Dropout (Dokumentarfilm)

## Fernsehauftritte
- 2016: Let’s Dance (RTL)
- 2017: Grill den Henssler (VOX)
- 2019: Dancing on Ice (Sat.1)
- 2021: Unbreakable – Wir machen Dich stark! (Reality, RTL+)
- 2022: Ich bin ein Star – Holt mich hier raus! (RTL)
- 2022: Ninja Warrior Germany – Die stärkste Show Deutschlands (RTL) (Promi-Special)
- 2023: Ich bin ein Star – Die Stunde danach (RTL)
- 2023: Das Sommerhaus der Stars – Kampf der Promipaare (RTL)
- 2024: Ich bin ein Star – Showdown der Dschungel-Legenden (RTL)
- 2024: Fame Fighting (Bild-Sport)

## Bücher
- Eric Stehfest und Edith Stehfest: Rebellen lieben laut, Goldmann, München, 2020, ISBN 978-3-442-31578-9
- Eric Stehfest und Michael J. Stephan: 9 Tage wach, Edel, Hamburg, 2017, ISBN 978-3-8419-0518-5